# 加里尼
加里尼（法語：Garigny，法語發音：[ɡaʁiɲi]）是法国谢尔省的一个市镇，位于该省东部，属于布尔日区。

## 地理
加里尼（47°5'13"N, 2°53'16"E）面积19.66 平方千米，位于法国中央-卢瓦尔河谷大区谢尔省，该省份为法国中部省份，北起卢瓦雷省，西接卢瓦-谢尔省和安德尔省，南至克勒兹省，东南接阿列省，东临涅夫勒省。
与加里尼接壤的市镇（或旧市镇、城区）包括：沙朗托奈、库伊、瑞西勒绍德里耶、梅讷图库蒂尔、莫尔奈贝里、普雷西、圣伊莱尔德贡迪伊、维勒基耶。

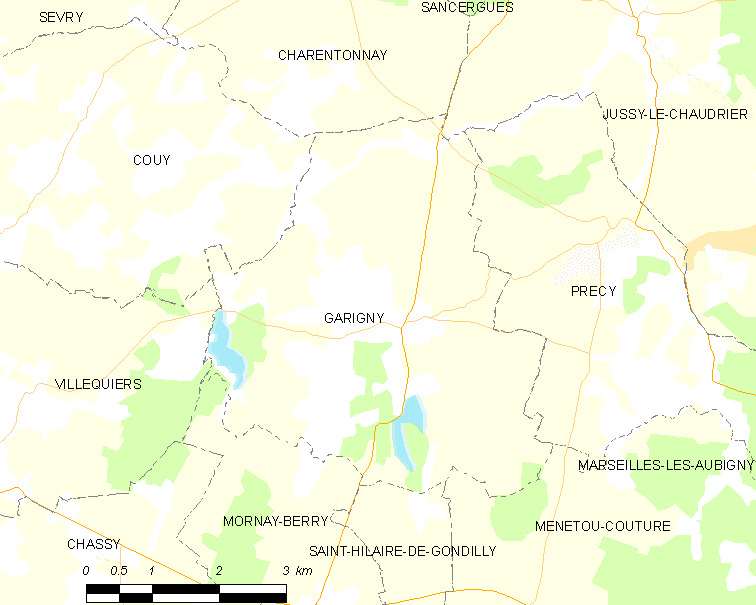
加里尼的OSM定位图

加里尼的时区为UTC+01:00、UTC+02:00（夏令时）。

## 行政
加里尼的邮政编码为18140，INSEE市镇编码为18099。

## 政治
加里尼所属的省级选区为阿沃尔县。

## 人口

1962-2008年间加里尼人口变化图示

加里尼于2022年1月1日时的人口数量为220人。